# IOC承認国際競技連盟連合
IOC承認国際競技連盟連合（アイオーシーしょうにんこくさいきょうぎれんめいれんごう、英: Association of Recognised International Sports Federations, ARISF）は、国際オリンピック委員会 (IOC) に承認された国際競技連盟 (IF) が加盟する非政府・非営利スポーツ組織である。1983年設立。別名IOC承認国際競技団体連合（アイオーシーしょうにんこくさいきょうぎだんたいれんごう）。

## 概要
IOCはオリンピック非正式競技を統括する国際競技連盟のうち国際競技連盟連合 (GAISF) に加盟している団体から承認する。承認された団体はARISF加盟へと向かう。オリンピック正式競技はARISF加盟団体が統括する競技から選出され、選出されると団体はARISF退会に向かう。そして、夏季オリンピック国際競技連盟連合または冬季オリンピック国際競技連盟連合加盟へと向かう。バルセロナオリンピックを最後に廃止された公開競技もARISF加盟団体が統括する競技から選出されるがARISF退会はしなかった。
2020年東京オリンピックから実施される追加種目も東京五輪組織委員会はARISF加盟団体が統括する種目から推薦した。追加種目は競技ごとではなく種目ごとの選出だが正式競技の国際競技連盟が統括するビーチサッカー（正式競技の国際競技連盟国際サッカー連盟が統括）などの非正式種目には募集を掛けなかった。GAISFに加盟している団体もARISF非加盟だと同様であった。

追加種目にIOCから選出されてもARISF退会はしない。

## 加盟団体一覧
2019年2月現在
- アメリカンフットボール: 国際アメリカンフットボール連盟 (IFAF) web 2014年に加盟。
- 野球ソフトボール: 世界野球ソフトボール連盟 (WBSC) web 2011年以降に加盟。野球は1992年バルセロナオリンピックから2008年北京オリンピックで正式競技。ソフトボールは1996年アトランタオリンピックから2008年北京オリンピックで正式競技。
- ビリヤード（プール、キャロム、スヌーカーを含む） : 世界ビリヤードスポーツ連合 (WCBS) web
- ダンススポーツ（スタンダード&ラテン、ブレイキン、ロックンロールを含む）: 世界ダンススポーツ連盟 (WDSF) web
- チアリーディング: 国際チア連合 (ICU) web 2016年12月、IOCに承認された[1]。
- フロアボール: 国際フロアボール連盟 (IFF) web 2011年以降に加盟。
- クリケット: 国際クリケット評議会 (ICC) web 2010年2月11日、バンクーバーにてIOCに承認された[2]。
- スキー登山: 国際スキー登山連盟 (ISMF) web 2011年以降に加盟。
- 航空スポーツ (曲技飛行、航空レース、熱気球、グライダー、ハングライダー、パラグライダー、スカイダイビングを含む): 国際航空連盟 (FAI) web
- サンボ:国際サンボ連盟 (FIAS) web 2018年に暫定加盟。
- バンディ: 国際バンディ連盟 (FIB) web
- ブールスポーツ: 世界ブールスポーツ連合 (CMSB) web
- ボウリング: 世界ボウリング連盟 (WB) web
- ブリッジ: 世界ブリッジ連盟 (WBF) web
- チェス: 国際チェス連盟 (FIDE) web
- スポーツクライミング: 国際スポーツクライミング連盟 (IFSC) web
- ゴルフ: 国際ゴルフ連盟 (IGF) web 2011年以降に退会。2016年リオオリンピックから正式競技。
- 空手道: 世界空手道連盟 (WKF) web
- キックボクシング:世界キックボクシング団体協会 web 2018年に暫定加盟。
- コーフボール: 国際コーフボール連盟 (IKF) web
- ラクロス:国際ラクロス連盟 web 2018年に暫定加盟。
- ライフセービング: 国際ライフセービング連盟 (ILSF) web
- モーターサイクル競技: 国際モーターサイクリズム連盟 (FIM) web
- 登山: 国際山岳連盟 (UIAA) web
- ムエタイ: 国際アマチュアムエタイ連盟 (IFMA) web 2017年2月13日に加盟。
- ネットボール: 国際ネットボール連盟 (INF) web
- オリエンテーリング: 国際オリエンテーリング連盟 (IOF) web
- ペロータ・バスカ: 国際ペロータ・バスカ連盟 (FIPV) web
- ポロ: 国際ポロ連盟 (FIP) web
- パワーボート: 国際モーターボート連盟 (UIM) web
- ラケットボール: 国際ラケットボール連盟 (IRF) web
- ローラースポーツ（ローラースケート、スケートボード、インラインホッケー、ローラーダービーを含む）: ワールドスケート (WS) web
- ラグビー: ワールドラグビー (WR) web 2011年以降に退会。2016年リオオリンピックから正式競技。
- スカッシュ: 世界スカッシュ連盟 (WSF) web
- 相撲: 国際相撲連盟 (ISF) web
- サーフィン（ボディボードを含む）: 国際サーフィン連盟 (ISA) web
- 綱引: 国際綱引連盟 (TWIF) web
- 水中スポーツ（フィンスイミング含む）: 世界水中連盟 (CMAS) web
- 水上スキー: 国際水上スキー&ウェイクボード連盟 (IWWF) web
- 武術太極拳: 国際武術連盟 (IWUF) web